# Alleenborg
Alleenborg er en lille Hovedgård, som er oprettet i 1830. Gården ligger i Utterslev Sogn, Lollands Nørre Herred, Maribo Amt, Ravnsborg Kommune.
Alleenborg Gods er på 89,5 hektar

## Ejere af Alleenborg
- (1830-1832) Jacob Kjeldsen Dahl
- (1832-1856) Jens Hansen Schouboe
- (1856-1866) Enke Fru Schouboe
- (1866-1905) Carl Christian Jensen Schouboe
- (1905-1940) Jens Carlsen Schouboe
- (1940-1980) E. Nielsen
- (1980-) Jens Ejgund Nielsen